# Draft NFL 1937
Il Draft NFL 1937, il secondo della storia, si è tenuto il 12 dicembre 1936 all'Hotel Lincoln di New York.

## Primo giro
|  | = Hall of Famer |

| Scelta | Squadra             | Giocatore         | Ruolo       | College          |
| ------ | ------------------- | ----------------- | ----------- | ---------------- |
| 1      | Philadelphia Eagles | Sam Francis       | Back        | Nebraska         |
| 2      | Brooklyn Dodgers    | Ed Goddard        | Back        | Washington State |
| 3      | Chicago Cardinals   | Ray "Buzz" Buivid | Quarterback | Marquette        |
| 4      | New York Giants     | Ed Widseth        | Back        | Minnesota        |
| 5      | Pittsburgh Pirates  | Mike Basrak       | Center      | Duquesne         |
| 6      | Boston Redskins     | Sammy Baugh       | Quarterback | Texas Christian  |
| 7      | Detroit Lions       | Lloyd Cardwell    | Back        | Nebraska         |
| 8      | Chicago Bears       | Les McDonald      | End         | Nebraska         |
| 9      | Green Bay Packers   | Eddie Jankowski   | Back        | Wisconsin        |
| 10     | Cleveland Rams      | John "Zero" Drake | Back        | Purdue           |

## Hall of Fame
All'annata 2013, due giocatori della classe del Draft 1937 sono stati inseriti nella Pro Football Hall of Fame:
- Sammy Baugh, Quarterback dalla Texas Christian University scelto come sesto assoluto dai Boston Redskins.

Induzione: Professional Football Hall of Fame, classe del 1963.
- Clarence "Ace" Parker, Back dalla Duke University scelto nel secondo giro (13º assoluto) Brooklyn Dodgers.

Induzione: Professional Football Hall of Fame, classe del 1972.